# Lamprocystis hahajimana
Lamprocystis hahajimana é uma espécie de gastrópode  da família Euconulidae.
É endémica de Japão.